# Gương mặt thân quen (mùa 8)
Mùa thứ tám của chương trình Gương mặt thân quen với tên gọi Gương mặt thân quen 2020 – Phiên bản Thế hệ mới được phát sóng trên kênh VTV3 từ ngày 21 tháng 11 năm 2020 đến ngày 6 tháng 2 năm 2021. Mùa này có sự tham gia của các thí sinh Lynk Lee, Cara Phương, Phạm Lịch, Long Chun, Hải Đăng Doo, Phạm Việt Thắng và Thái Sơn, nhiều hơn so với mọi năm chỉ có sáu thí sinh. Ca sĩ Mỹ Linh trở lại vị trí ban giám khảo sau hai mùa vắng mặt, trong khi diễn viên NSƯT Đại Nghĩa - cựu thí sinh mùa đầu tiên và người dẫn chương trình từ mùa 3 đến mùa 5 - có lần đầu làm giám khảo trong chương trình. Giống như mùa 7, sẽ có những giám khảo khách mời thay đổi mỗi tuần. Người dẫn chương trình mùa này là diễn viên Duy Khánh, quán quân của cuộc thi mùa thứ 6.
Người chiến thắng chung cuộc sau 12 tuần thi là Phạm Lịch, hạng nhì là Cara Phương và hạng ba là Thái Sơn và Lynk Lee.

## Thí sinh
Dưới đây là bảy thí sinh tham gia mùa thi này.
| Thí sinh        | Năm sinh | Nghề nghiệp           | Kết quả   |
| --------------- | -------- | --------------------- | --------- |
| Phạm Lịch       | 1990     | Vũ công/Biên đạo nhảy | Quán quân |
| Cara Phương     | 1995     | Ca sĩ                 | Á quân    |
| Thái Sơn        | 1992     | Beatboxer             | Giải ba   |
| Lynk Lee        | 1988     | Ca sĩ                 | Giải ba   |
| Phạm Việt Thắng | 1993     | Ca sĩ/Nhạc sĩ         | Giải tư   |
| Hải Đăng Doo    | 2000     | Ca sĩ                 | Giải tư   |
| Long Chun       | 1995     | Tiktoker              | –         |

Vì lý do sức khỏe, thí sinh Long Chun không thể tiếp tục tham gia chương trình từ tuần thứ 5. Thí sinh bị loại ở tuần thứ 4, Hải Đăng Doo đã được mời tham dự trở lại cuộc thi. Để đảm bảo công bằng, kể từ tuần 5, tổng điểm của các thí sinh sẽ được tính lại từ 0.

## Bảng điểm các tuần
Thí sinh rút lui khỏi cuộc thi
     Thí sinh chiến thắng trong tuần
     Thí sinh xếp cuối trong tuần
     Thí sinh chiến thắng chung cuộc của mùa giải
     Thí sinh dừng cuộc thi do bị loại
| Thí sinh        | Tuần 1         | Tuần 2         | Tuần 3         | Tuần 4         | Tuần 5         | Tuần 6         | Tuần 7         | Tuần 8         | Tuần 9         | Tuần 10        | Tuần 11        | Tuần 12 | Tổng (*) |
| --------------- | -------------- | -------------- | -------------- | -------------- | -------------- | -------------- | -------------- | -------------- | -------------- | -------------- | -------------- | ------- | -------- |
| Phạm Lịch       | Hạng 4 27 điểm | Hạng 6 22 điểm | Hạng 2 29 điểm | Hạng 1 33 điểm | Hạng 3 28 điểm | Hạng 5 25 điểm | Hạng 2 31 điểm | Hạng 2 32 điểm | Hạng 1 36 điểm | Hạng 3 30 điểm | Hạng 2 33 điểm | Hạng 1  | 215      |
| Cara Phương     | Hạng 6 20 điểm | Hạng 1 36 điểm | Hạng 3 27 điểm | Hạng 4 25 điểm | Hạng 1 35 điểm | Hạng 6 21 điểm | Hạng 4 26 điểm | Hạng 4 25 điểm | Hạng 4 27 điểm | Hạng 1 36 điểm | Hạng 1 36 điểm | Hạng 2  | 206      |
| Thái Sơn        | Hạng 2 33 điểm | Hạng 4 24 điểm | Hạng 3 27 điểm | Hạng 2 29 điểm | Hạng 2 30 điểm | Hạng 2 34 điểm | Hạng 1 36 điểm | Hạng 2 32 điểm | Hạng 5 24 điểm | Hạng 2 32 điểm | Hạng 3 30 điểm | Hạng 3  | 218      |
| Lynk Lee        | Hạng 5 26 điểm | Hạng 2 33 điểm | Hạng 4 23 điểm | Hạng 1 33 điểm | Hạng 4 27 điểm | Hạng 3 29 điểm | Hạng 4 26 điểm | Hạng 3 27 điểm | Hạng 3 31 điểm | Hạng 5 25 điểm | Hạng 5 25 điểm | Hạng 3  | 190      |
| Phạm Việt Thắng | Hạng 1 36 điểm | Hạng 6 22 điểm | Hạng 3 27 điểm | Hạng 3 26 điểm | Hạng 5 26 điểm | Hạng 4 27 điểm | Hạng 3 30 điểm | Hạng 1 34 điểm | Hạng 2 32 điểm | Hạng 4 27 điểm | Hạng 4 26 điểm | Hạng 4  | 202      |
| Hải Đăng Doo    | Hạng 7 19 điểm | Hạng 5 23 điểm | Hạng 5 20 điểm | Hạng 5 24 điểm | Hạng 6 25 điểm | Hạng 1 35 điểm | Hạng 5 22 điểm | Hạng 5 21 điểm |                |                |                | Hạng 4  | 103      |
| Long Chun       | Hạng 3 28 điểm | Hạng 3 29 điểm | Hạng 1 36 điểm | Hạng 6 19 điểm |                |                |                |                |                |                |                |         | 112      |

## Nhân vật hóa thân
Thí sinh rút lui khỏi cuộc thi
     Thí sinh chiến thắng trong tuần
     Thí sinh chiến thắng chung cuộc của mùa giải
     Thí sinh dừng cuộc thi do bị loại
| Tuần | Phạm Lịch          | Cara Phương   | Thái Sơn          | Lynk Lee      | Phạm Việt Thắng | Hải Đăng Doo     | Long Chun      |
| ---- | ------------------ | ------------- | ----------------- | ------------- | --------------- | ---------------- | -------------- |
| 1    | Như Quỳnh          | Cẩm Ly        | Michael Jackson   | Quang Linh    | Bryan Adams     | Hà Anh Tuấn      | Tuấn Hưng      |
| 2    | Phan Mạnh Quỳnh    | Suboi         | Jack              | Taylor Swift  | Justin Bieber   | Bích Phương      | Blackpink      |
| 3    | Mỹ Tâm             | Sơn Tùng M-TP | Sơn Tùng M-TP     | Hồ Ngọc Hà    | Mỹ Tâm          | Sơn Tùng M-TP    | Hồ Ngọc Hà     |
| 4    | Jennifer Lopez     | Lệ Quyên      | Hoàng Thùy Linh   | Khánh Ly      | Trúc Nhân       | Trấn Thành       | Ngọc Khuê      |
| 5    | Park Ji Yoon       | Donna Summer  | George Michael    | Orange        | Thanh Lan       | Soobin Hoàng Sơn | NSƯT Đại Nghĩa |
| 6    | Marilyn Monroe     | Ngô Kiến Huy  | Đen Vâu           | Erik          | Kim Tử Long     | Maroon 5         |                |
| 7    | Hồ Quỳnh Hương     | Thúy Nga      | Ưng Hoàng Phúc    | Hoài Linh     | Aerosmith       | Mỹ Linh          |                |
| 8    | Yōko Oginome       | Selena Gomez  | Pharrell Williams | Sunmi         | Ngọc Sơn        | Khánh Phương     |                |
| 9    | Céline Dion        | Bảo Thy       | Quang Vinh        | Văn Mai Hương | will.i.am       |                  |                |
| 10   | Nicole Scherzinger | Lee Hyori     | Lam Trường        | Trọng Tấn     | Đàm Vĩnh Hưng   |                  |                |
| 11   | Thanh Thanh Hiền   | Tóc Tiên      | Bi Rain           | Thu Phương    | Elvis Phương    |                  |                |
| 12   | Thu Minh           | Katy Perry    | Katherine Jenkins | Adele         | Xuân Hinh       | Isaac            |                |

## Kết quả biểu diễn
Thí sinh bị loại
     Thí sinh chiến thắng trong tuần
     Thí sinh xếp cuối trong tuần
     Thí sinh chiến thắng chung cuộc của mùa giải
     Thí sinh đi tiếp vào vòng sau
     Thí sinh bị loại nhưng vẫn được vào vòng sau nhờ tấm vé hồi sinh

### Tuần 1
Ngày phát sóng: 21/11/2020
| Thứ tự                        | Thí sinh                      | Tiết mục                                                                                                 | Nhân vật                      | Kết quả BGK                   | Kết quả BGK                   | Kết quả BGK                   | Tổng                          | Hạng                          |
| Thứ tự                        | Thí sinh                      | Tiết mục                                                                                                 | Nhân vật                      | GK khách mời                  | Mỹ Linh                       | NSƯT Đại Nghĩa                | Tổng                          | Hạng                          |
| Giám khảo khách mời: Anh Quân | Giám khảo khách mời: Anh Quân | Giám khảo khách mời: Anh Quân                                                                            | Giám khảo khách mời: Anh Quân | Giám khảo khách mời: Anh Quân | Giám khảo khách mời: Anh Quân | Giám khảo khách mời: Anh Quân | Giám khảo khách mời: Anh Quân | Giám khảo khách mời: Anh Quân |
| ----------------------------- | ----------------------------- | --- | ----------------------------- | ----------------------------- | ----------------------------- | ----------------------------- | ----------------------------- | ----------------------------- |
| 1                             | Phạm Lịch                     | Xuân đẹp làm sao (Sáng tác: Thanh Sơn)                                                                   | Như Quỳnh                     | 10                            | 9                             | 8                             | 27                            | 4                             |
| 2                             | Hải Đăng Doo                  | Xin lỗi (Sáng tác: Hồ Tiến Đạt - Thơ: Nguyễn Thiên Ngân)                                                 | Hà Anh Tuấn                   | 7                             | 6                             | 6                             | 19                            | 7                             |
| 3                             | Long Chun                     | Cầu vồng khuyết (Sáng tác: Minh Khang)                                                                   | Tuấn Hưng                     | 8                             | 10                            | 10                            | 28                            | 3                             |
| 4                             | Thái Sơn                      | Thriller (Sáng tác: Rob Temperton)                                                                       | Michael Jackson               | 11                            | 11                            | 11                            | 33                            | 2                             |
| 5                             | Cara Phương                   | Liên khúc: Biết yêu khi nào - Tuổi mộng xứ đông (Sáng tác: Minh Khang - Nhạc ngoại, lời Việt: Việt Hùng) | Cẩm Ly                        | 6                             | 7                             | 7                             | 20                            | 6                             |
| 6                             | Lynk Lee                      | Tóc em đuôi gà (Sáng tác: Thế Hiển)                                                                      | Quang Linh                    | 9                             | 8                             | 9                             | 26                            | 5                             |
| 7                             | Phạm Việt Thắng               | Everything I Do (Sáng tác: Bryan Adams, Michael Kamen, Robert "Mutt" Lange)                              | Bryan Adams                   | 12                            | 12                            | 12                            | 36                            | 1                             |
|                               |                               | |                               |                               |                               |                               |                               |                               |
| Khách mời                     | Vũ Cát Tường                  | Gió (Sáng tác: Vũ Cát Tường)                                                                             |                               |                               |                               |                               |                               |                               |

### Tuần 2
Ngày phát sóng: 28/11/2020
| Thứ tự                              | Thí sinh                            | Tiết mục | Nhân vật                            | Kết quả BGK                         | Kết quả BGK                         | Kết quả BGK                         | Tổng                                | Hạng                                |
| Thứ tự                              | Thí sinh                            | Tiết mục | Nhân vật                            | GK khách mời                        | Mỹ Linh                             | NSƯT Đại Nghĩa                      | Tổng                                | Hạng                                |
| Giám khảo khách mời: Thanh Duy Idol | Giám khảo khách mời: Thanh Duy Idol | Giám khảo khách mời: Thanh Duy Idol                                                                                      | Giám khảo khách mời: Thanh Duy Idol | Giám khảo khách mời: Thanh Duy Idol | Giám khảo khách mời: Thanh Duy Idol | Giám khảo khách mời: Thanh Duy Idol | Giám khảo khách mời: Thanh Duy Idol | Giám khảo khách mời: Thanh Duy Idol |
| ----------------------------------- | ----------------------------------- | --- | ----------------------------------- | ----------------------------------- | ----------------------------------- | ----------------------------------- | ----------------------------------- | ----------------------------------- |
| 1                                   | Cara Phương                         | Liên khúc: Bet on Me - N-Sao - Đây là Rap Việt (Sáng tác: Suboi, Zack Golden, Pat Mccusker, Billy Scher, Hoàng Touliver) | Suboi                               | 12                                  | 12                                  | 12                                  | 36                                  | 1                                   |
| 2                                   | Phạm Lịch                           | Liên khúc: Có chàng trai viết lên cây - Vợ người ta (Sáng tác: Phan Mạnh Quỳnh)                                          | Phan Mạnh Quỳnh                     | 9                                   | 7                                   | 6                                   | 22                                  | 6                                   |
| 3                                   | Long Chun                           | How You Like That (Sáng tác: Teddy Park, Danny Chung)                                                                    | Blackpink (Jennie)                  | 10                                  | 9                                   | 10                                  | 29                                  | 3                                   |
| 4                                   | Thái Sơn                            | Hồng nhan (Sáng tác: Jack)                                                                                               | Jack                                | 6                                   | 10                                  | 8                                   | 24                                  | 4                                   |
| 5                                   | Phạm Việt Thắng                     | Love Yourself (Sáng tác: Ed Sheeran, Benny Blanco, Justin Bieber)                                                        | Justin Bieber                       | 7                                   | 6                                   | 9                                   | 22                                  | 6                                   |
| 6                                   | Hải Đăng Doo                        | Một cú lừa (Sáng tác: Tiên Cookie)                                                                                       | Bích Phương                         | 8                                   | 8                                   | 7                                   | 23                                  | 5                                   |
| 7                                   | Lynk Lee                            | You Belong with Me (Sáng tác: Taylor Swift, Liz Rose)                                                                    | Taylor Swift                        | 11                                  | 11                                  | 11                                  | 33                                  | 2                                   |
|                                     |                                     | |                                     |                                     |                                     |                                     |                                     |                                     |
| Khách mời                           | Orange                              | Ok anh đúng (Sáng tác: Orange)                                                                                           |                                     |                                     |                                     |                                     |                                     |                                     |
| Khách mời                           | Hieuthuhai                          | Ok anh đúng (Sáng tác: Orange)                                                                                           |                                     |                                     |                                     |                                     |                                     |                                     |

### Tuần 3
Ngày phát sóng: 5/12/2020
Ở tuần thứ ba, chỉ có ba nhân vật cho các thí sinh lựa chọn, đồng nghĩa với việc sẽ có 2 hoặc 3 thí sinh hóa trang cùng một nhân vật.
| Thứ tự                                 | Thí sinh                               | Tiết mục                                                          | Tiết mục                                                    | Nhân vật                               | Kết quả BGK                            | Kết quả BGK                            | Kết quả BGK                            | Tổng                                   | Hạng                                   |  |
| Thứ tự                                 | Thí sinh                               | Tiết mục                                                          | Tiết mục                                                    | Nhân vật                               | GK khách mời                           | Mỹ Linh                                | NSƯT Đại Nghĩa                         | Tổng                                   | Hạng                                   |  |
| Giám khảo khách mời: Nguyễn Hồng Thuận | Giám khảo khách mời: Nguyễn Hồng Thuận | Giám khảo khách mời: Nguyễn Hồng Thuận                            | Giám khảo khách mời: Nguyễn Hồng Thuận                      | Giám khảo khách mời: Nguyễn Hồng Thuận | Giám khảo khách mời: Nguyễn Hồng Thuận | Giám khảo khách mời: Nguyễn Hồng Thuận | Giám khảo khách mời: Nguyễn Hồng Thuận | Giám khảo khách mời: Nguyễn Hồng Thuận | Giám khảo khách mời: Nguyễn Hồng Thuận |  |
| -------------------------------------- | -------------------------------------- | ----------------------------------------------------------------- | ----------------------------------------------------------- | -------------------------------------- | -------------------------------------- | -------------------------------------- | -------------------------------------- | -------------------------------------- | -------------------------------------- |  |
| 1                                      | Phạm Lịch                              | Nụ hôn bất ngờ (Sáng tác: Mỹ Tâm)                                 | Đúng cũng thành sai (Sáng tác: Khắc Hưng)                   | Mỹ Tâm                                 | 9                                      | 11                                     | 9                                      | 29                                     | 2                                      |  |
| 2                                      | Phạm Việt Thắng                        | Vì em quá yêu anh (Sáng tác: Mỹ Tâm)                              | Đúng cũng thành sai (Sáng tác: Khắc Hưng)                   | Mỹ Tâm                                 | 11                                     | 10                                     | 6                                      | 27                                     | 3                                      |  |
| 3                                      | Hải Đăng Doo                           | Liên khúc: Nắng ấm xa dần - Remember me (Sáng tác: Sơn Tùng M-TP) | Chạy ngay đi (Sáng tác: Sơn Tùng M-TP)                      | Sơn Tùng M-TP                          | 6                                      | 6                                      | 8                                      | 20                                     | 5                                      |  |
| 4                                      | Cara Phương                            | Lạc trôi (Sáng tác: Sơn Tùng M-TP)                                | Chạy ngay đi (Sáng tác: Sơn Tùng M-TP)                      | Sơn Tùng M-TP                          | 8                                      | 8                                      | 11                                     | 27                                     | 3                                      |  |
| 5                                      | Thái Sơn                               | Em của ngày hôm qua (Sáng tác: Sơn Tùng M-TP)                     | Chạy ngay đi (Sáng tác: Sơn Tùng M-TP)                      | Sơn Tùng M-TP                          | 10                                     | 7                                      | 10                                     | 27                                     | 3                                      |  |
| 6                                      | Lynk Lee                               | Xin hãy tha thứ (Sáng tác: Dương Khắc Linh, Hoàng Huy Long)       | Xin hãy tha thứ (Sáng tác: Dương Khắc Linh, Hoàng Huy Long) | Hồ Ngọc Hà                             | 7                                      | 9                                      | 7                                      | 23                                     | 4                                      |  |
| 7                                      | Long Chun                              | What is Love? (Sáng tác: Kiên Trần, Hồ Ngọc Hà)                   | What is Love? (Sáng tác: Kiên Trần, Hồ Ngọc Hà)             | Hồ Ngọc Hà                             | 12                                     | 12                                     | 12                                     | 36                                     | 1                                      |  |
|                                        |                                        |                                                                   |                                                             |                                        |                                        |                                        |                                        |                                        |                                        |  |
| Khách mời                              | Mlee                                   | Cá cắn câu (Sáng tác: DTAP)                                       | Cá cắn câu (Sáng tác: DTAP)                                 |                                        |                                        |                                        |                                        |                                        |                                        |  |

### Tuần 4
Ngày phát sóng: 12/12/2020
Sau tuần 4, một thí sinh có tổng số điểm thấp nhất sẽ phải dừng cuộc thi.
| Thứ tự                             | Thí sinh                           | Tiết mục                                                                               | Nhân vật                           | Kết quả BGK                        | Kết quả BGK                        | Kết quả BGK                        | Tổng                               | Hạng                               | Tổng bảng điểm                     |
| Thứ tự                             | Thí sinh                           | Tiết mục                                                                               | Nhân vật                           | GK khách mời                       | Mỹ Linh                            | NSƯT Đại Nghĩa                     | Tổng                               | Hạng                               | Tổng bảng điểm                     |
| Giám khảo khách mời: NSND Kim Xuân | Giám khảo khách mời: NSND Kim Xuân | Giám khảo khách mời: NSND Kim Xuân                                                     | Giám khảo khách mời: NSND Kim Xuân | Giám khảo khách mời: NSND Kim Xuân | Giám khảo khách mời: NSND Kim Xuân | Giám khảo khách mời: NSND Kim Xuân | Giám khảo khách mời: NSND Kim Xuân | Giám khảo khách mời: NSND Kim Xuân | Giám khảo khách mời: NSND Kim Xuân |
| ---------------------------------- | ---------------------------------- | -------------------------------------------------------------------------------------- | ---------------------------------- | ---------------------------------- | ---------------------------------- | ---------------------------------- | ---------------------------------- | ---------------------------------- | ---------------------------------- |
| 1                                  | Phạm Việt Thắng                    | Sáng mắt chưa? (Sáng tác: Mew Amazing)                                                 | Trúc Nhân                          | 12                                 | 7                                  | 7                                  | 26                                 | 3                                  | 111                                |
| 2                                  | Long Chun                          | Liên khúc: Chuồn chuồn ớt - Cặp ba lá (Sáng tác: Lê Minh Sơn)                          | Ngọc Khuê                          | 7                                  | 6                                  | 6                                  | 19                                 | 6                                  | 112                                |
| 3                                  | Lynk Lee                           | Ở trọ (Sáng tác: Trịnh Công Sơn)                                                       | Khánh Ly                           | 9                                  | 12                                 | 12                                 | 33                                 | 1                                  | 115                                |
| 4                                  | Hải Đăng Doo                       | Cánh hồng phai (Sáng tác: Dương Khắc Linh)                                             | Trấn Thành                         | 8                                  | 8                                  | 8                                  | 24                                 | 5                                  | 86                                 |
| 5                                  | Phạm Lịch                          | Dance Again (Sáng tác: RedOne, Enrique Iglesias, Bilal "The Chef", AJ Junior, Pitbull) | Jennifer Lopez                     | 11                                 | 11                                 | 11                                 | 33                                 | 1                                  | 111                                |
| 6                                  | Cara Phương                        | Tình lỡ (Sáng tác: Thanh Bình)                                                         | Lệ Quyên                           | 6                                  | 10                                 | 9                                  | 25                                 | 4                                  | 108                                |
| 7                                  | Thái Sơn                           | Tứ phủ (Thơ: Ngân Vi - Phổ nhạc: Hồ Hoài Anh)                                          | Hoàng Thùy Linh                    | 10                                 | 9                                  | 10                                 | 29                                 | 2                                  | 113                                |
|                                    |                                    |                                                                                        |                                    |                                    |                                    |                                    |                                    |                                    |                                    |
| Khách mời                          | Yến Tatoo                          | Cứ thế rồi xa (Sáng tác: Yến Tatoo)                                                    |                                    |                                    |                                    |                                    |                                    |                                    |                                    |

### Tuần 5
Ngày phát sóng: 19/12/2020
| Thứ tự                            | Thí sinh                          | Tiết mục                                                                          | Nhân vật                          | Kết quả BGK                       | Kết quả BGK                       | Kết quả BGK                       | Tổng                              | Hạng                              |
| Thứ tự                            | Thí sinh                          | Tiết mục                                                                          | Nhân vật                          | GK khách mời                      | Mỹ Linh                           | NSƯT Đại Nghĩa                    | Tổng                              | Hạng                              |
| Giám khảo khách mời: Ốc Thanh Vân | Giám khảo khách mời: Ốc Thanh Vân | Giám khảo khách mời: Ốc Thanh Vân                                                 | Giám khảo khách mời: Ốc Thanh Vân | Giám khảo khách mời: Ốc Thanh Vân | Giám khảo khách mời: Ốc Thanh Vân | Giám khảo khách mời: Ốc Thanh Vân | Giám khảo khách mời: Ốc Thanh Vân | Giám khảo khách mời: Ốc Thanh Vân |
| --------------------------------- | --------------------------------- | --------------------------------------------------------------------------------- | --------------------------------- | --------------------------------- | --------------------------------- | --------------------------------- | --------------------------------- | --------------------------------- |
| 1                                 | Hải Đăng Doo                      | Liên khúc: Phía sau một cô gái - Lalala (Sáng tác: Tiên Cookie, Soobin Hoàng Sơn) | Soobin Hoàng Sơn                  | 7                                 | 9                                 | 9                                 | 25                                | 6                                 |
| 2                                 | Phạm Lịch                         | Coming of Age Ceremony (Sáng tác: Park Jin Young (JYP))                           | Park Ji-Yoon                      | 10                                | 8                                 | 10                                | 28                                | 3                                 |
| 3                                 | Phạm Việt Thắng                   | Em đẹp nhất đêm nay (Nhạc ngoại - Lời Việt: Phạm Duy)                             | Thanh Lan                         | 9                                 | 10                                | 7                                 | 26                                | 5                                 |
| 4                                 | Thái Sơn                          | Careless Whisper (Sáng tác: George Michael, Andrew Ridgeley)                      | George Michael                    | 11                                | 7                                 | 12                                | 30                                | 2                                 |
| 5                                 | Lynk Lee                          | Chân ái (Sáng tác: Châu Đăng Khoa)                                                | Orange                            | 8                                 | 11                                | 8                                 | 27                                | 4                                 |
| 6                                 | Cara Phương                       | Hot Stuff (Sáng tác: Harold Faltermeyer, Keith Forsey, Pete Bellotte)             | Donna Summer                      | 12                                | 12                                | 11                                | 35                                | 1                                 |
|                                   |                                   |                                                                                   |                                   |                                   |                                   |                                   |                                   |                                   |
| Khách mời                         | Osad                              | Ngày chờ tháng nhớ năm thương (Sáng tác: Osad)                                    |                                   |                                   |                                   |                                   |                                   |                                   |

### Tuần 6
Ngày phát sóng: 26/12/2020
| Thứ tự                              | Thí sinh                            | Tiết mục | Nhân vật                            | Kết quả BGK                         | Kết quả BGK                         | Kết quả BGK                         | Tổng                                | Hạng                                |
| Thứ tự                              | Thí sinh                            | Tiết mục | Nhân vật                            | GK khách mời                        | Mỹ Linh                             | NSƯT Đại Nghĩa                      | Tổng                                | Hạng                                |
| Giám khảo khách mời: Trác Thúy Miêu | Giám khảo khách mời: Trác Thúy Miêu | Giám khảo khách mời: Trác Thúy Miêu | Giám khảo khách mời: Trác Thúy Miêu | Giám khảo khách mời: Trác Thúy Miêu | Giám khảo khách mời: Trác Thúy Miêu | Giám khảo khách mời: Trác Thúy Miêu | Giám khảo khách mời: Trác Thúy Miêu | Giám khảo khách mời: Trác Thúy Miêu |
| ----------------------------------- | ----------------------------------- | --- | ----------------------------------- | ----------------------------------- | ----------------------------------- | ----------------------------------- | ----------------------------------- | ----------------------------------- |
| 1                                   | Lynk Lee                            | Liên khúc: Sau tất cả - Em không sai, chúng ta sai (Sáng tác: Khắc Hưng, Nguyễn Phúc Thiện)                                                                                          | Erik                                | 10                                  | 9                                   | 10                                  | 29                                  | 3                                   |
| 2                                   | Hải Đăng Doo                        | Liên khúc: Moves like Jagger - Sugar (Sáng tác: Adam Levine, Benny Blanco, Ammar Malik, Shellback, Joshua Coleman, Lukasz Gottwald, Jacob Kasher Hindlin, Mike Posner, Henry Walter) | Maroon 5 (Adam Levine)              | 12                                  | 12                                  | 11                                  | 35                                  | 1                                   |
| 3                                   | Phạm Việt Thắng                     | Bến phà kỷ niệm (Sáng tác: Hoàng Song Việt) | NSƯT Kim Tử Long                    | 9                                   | 10                                  | 8                                   | 27                                  | 4                                   |
| 4                                   | Cara Phương                         | Truyền thái y (Sáng tác: NamNam) | Ngô Kiến Huy                        | 7                                   | 7                                   | 7                                   | 21                                  | 6                                   |
| 5                                   | Thái Sơn                            | Bài này chill phết (Sáng tác: Đen Vâu, Kimmese) | Đen Vâu                             | 11                                  | 11                                  | 12                                  | 34                                  | 2                                   |
| 6                                   | Phạm Lịch                           | Diamonds Are a Girl's Best Friend (Sáng tác: Jule Styne, Leo Robin) | Marilyn Monroe                      | 8                                   | 8                                   | 9                                   | 25                                  | 5                                   |
|                                     |                                     | |                                     |                                     |                                     |                                     |                                     |                                     |
| Khách mời                           | Uni5                                | Nói dối cả thế giới vì em (Sáng tác: Lục Huy) |                                     |                                     |                                     |                                     |                                     |                                     |

### Tuần 7
Ngày phát sóng: 2/1/2021
| Thứ tự                        | Thí sinh                      | Tiết mục                                                                           | Nhân vật                      | Kết quả BGK                   | Kết quả BGK                   | Kết quả BGK                   | Tổng                          | Hạng                          |
| Thứ tự                        | Thí sinh                      | Tiết mục                                                                           | Nhân vật                      | GK khách mời                  | Mỹ Linh                       | NSƯT Đại Nghĩa                | Tổng                          | Hạng                          |
| Giám khảo khách mời: Hồng Ánh | Giám khảo khách mời: Hồng Ánh | Giám khảo khách mời: Hồng Ánh                                                      | Giám khảo khách mời: Hồng Ánh | Giám khảo khách mời: Hồng Ánh | Giám khảo khách mời: Hồng Ánh | Giám khảo khách mời: Hồng Ánh | Giám khảo khách mời: Hồng Ánh | Giám khảo khách mời: Hồng Ánh |
| ----------------------------- | ----------------------------- | ---------------------------------------------------------------------------------- | ----------------------------- | ----------------------------- | ----------------------------- | ----------------------------- | ----------------------------- | ----------------------------- |
| 1                             | Cara Phương                   | Mắt Nai cha cha cha (Sáng tác: Sỹ Luân)                                            | Thúy Nga                      | 11                            | 7                             | 8                             | 26                            | 5                             |
| 2                             | Phạm Việt Thắng               | I Don’t Want To Miss A Thing (Sáng tác: Diane Warren)                              | Aerosmith (Steven Tyler)      | 9                             | 10                            | 11                            | 30                            | 3                             |
| 3                             | Phạm Lịch                     | Liên khúc: Hoang mang - Căn phòng mưa rơi (Sáng tác: Võ Hoài Phúc, Hồ Quỳnh Hương) | Hồ Quỳnh Hương                | 10                            | 11                            | 10                            | 31                            | 2                             |
| 4                             | Hải Đăng Doo                  | Tình 2000 (Sáng tác: Võ Thiện Thanh)                                               | Mỹ Linh                       | 7                             | 8                             | 7                             | 22                            | 6                             |
| 5                             | Thái Sơn                      | Nếu ta còn yêu nhau (Ruthless Love Letter) (Nhạc Hoa - Lời Việt: Quang Huy)        | Ưng Hoàng Phúc                | 12                            | 12                            | 12                            | 36                            | 1                             |
| 6                             | Lynk Lee                      | Ngày Xuân Vui Cưới (Sáng tác: Quốc Anh)                                            | NSƯT Hoài Linh                | 8                             | 9                             | 9                             | 26                            | 4                             |
|                               |                               |                                                                                    |                               |                               |                               |                               |                               |                               |
| Khách mời                     | Tăng Phúc                     | Đừng chờ anh nữa (Sáng tác: Huỳnh Quốc Huy)                                        |                               |                               |                               |                               |                               |                               |

### Tuần 8
Ngày phát sóng: 9/1/2021
Sau tuần 8, một thí sinh có tổng số điểm thấp nhất phải dừng cuộc thi.
| Thứ tự                             | Thí sinh                           | Tiết mục                                                                                                 | Nhân vật                           | Kết quả BGK                        | Kết quả BGK                        | Kết quả BGK                        | Tổng                               | Hạng                               | Tổng bảng điểm                     |
| Thứ tự                             | Thí sinh                           | Tiết mục                                                                                                 | Nhân vật                           | GK khách mời                       | Mỹ Linh                            | NSƯT Đại Nghĩa                     | Tổng                               | Hạng                               | Tổng bảng điểm                     |
| Giám khảo khách mời: NSND Kim Xuân | Giám khảo khách mời: NSND Kim Xuân | Giám khảo khách mời: NSND Kim Xuân                                                                       | Giám khảo khách mời: NSND Kim Xuân | Giám khảo khách mời: NSND Kim Xuân | Giám khảo khách mời: NSND Kim Xuân | Giám khảo khách mời: NSND Kim Xuân | Giám khảo khách mời: NSND Kim Xuân | Giám khảo khách mời: NSND Kim Xuân | Giám khảo khách mời: NSND Kim Xuân |
| ---------------------------------- | ---------------------------------- | --- | ---------------------------------- | ---------------------------------- | ---------------------------------- | ---------------------------------- | ---------------------------------- | ---------------------------------- | ---------------------------------- |
| 1                                  | Thái Sơn                           | Happy (Sáng tác: Pharrell Williams)                                                                      | Pharrell Williams                  | 11                                 | 10                                 | 11                                 | 32                                 | 2                                  | 132                                |
| 2                                  | Phạm Việt Thắng                    | Lời tỏ tình dễ thương (Sáng tác: Ngọc Sơn)                                                               | Ngọc Sơn                           | 12                                 | 12                                 | 10                                 | 34                                 | 1                                  | 117                                |
| 3                                  | Phạm Lịch                          | Dancing Hero (Sáng tác: Hitoshi Shinohara, Angelina Kyte, Anthony Baker)                                 | Yōko Oginome                       | 9                                  | 11                                 | 12                                 | 32                                 | 2                                  | 116                                |
| 4                                  | Hải Đăng Doo                       | Chiếc khăn gió ấm (Sáng tác: Nguyễn Văn Chung)                                                           | Khánh Phương                       | 7                                  | 7                                  | 7                                  | 21                                 | 5                                  | 103                                |
| 5                                  | Lynk Lee                           | Gashina (Sáng tác: Teddy Park, Sunmi, Joe Rhee, 24)                                                      | Sunmi                              | 10                                 | 9                                  | 8                                  | 27                                 | 3                                  | 109                                |
| 6                                  | Cara Phương                        | Same Old Love (Sáng tác: Tor Hermansen, Mikkel Eriksen, Benjamin Levin, Charlotte Aitchison, Ross Golan) | Selena Gomez                       | 8                                  | 8                                  | 9                                  | 25                                 | 4                                  | 109                                |
|                                    |                                    | |                                    |                                    |                                    |                                    |                                    |                                    |                                    |
| Khách mời                          | Han Sara                           | Thế là không xanh chín rồi (Sáng tác: Tùng Maru)                                                         |                                    |                                    |                                    |                                    |                                    |                                    |                                    |
| Khách mời                          | Tùng Maru                          | Thế là không xanh chín rồi (Sáng tác: Tùng Maru)                                                         |                                    |                                    |                                    |                                    |                                    |                                    |                                    |

### Tuần 9
Ngày phát sóng: 16/1/2021
| Thứ tự                            | Thí sinh                          | Tiết mục                                                                      | Nhân vật                          | Kết quả BGK                       | Kết quả BGK                       | Kết quả BGK                       | Tổng                              | Hạng                              |
| Thứ tự                            | Thí sinh                          | Tiết mục                                                                      | Nhân vật                          | GK khách mời                      | Mỹ Linh                           | NSƯT Đại Nghĩa                    | Tổng                              | Hạng                              |
| Giám khảo khách mời: Ốc Thanh Vân | Giám khảo khách mời: Ốc Thanh Vân | Giám khảo khách mời: Ốc Thanh Vân                                             | Giám khảo khách mời: Ốc Thanh Vân | Giám khảo khách mời: Ốc Thanh Vân | Giám khảo khách mời: Ốc Thanh Vân | Giám khảo khách mời: Ốc Thanh Vân | Giám khảo khách mời: Ốc Thanh Vân | Giám khảo khách mời: Ốc Thanh Vân |
| --------------------------------- | --------------------------------- | ----------------------------------------------------------------------------- | --------------------------------- | --------------------------------- | --------------------------------- | --------------------------------- | --------------------------------- | --------------------------------- |
| 1                                 | Cara Phương                       | Give Me Your Love (Sáng tác: Bueno)                                           | Bảo Thy                           | 9                                 | 9                                 | 9                                 | 27                                | 4                                 |
| 2                                 | Phạm Lịch                         | I Surrender (Sáng tác: Louis Biancaniello, Sam Watters)                       | Céline Dion                       | 12                                | 12                                | 12                                | 36                                | 1                                 |
| 3                                 | Lynk Lee                          | Liên khúc: Cầu hôn - Monalisa (Sáng tác: Hứa Kim Tuyền, Châu Đăng Khoa)       | Văn Mai Hương                     | 10                                | 11                                | 10                                | 31                                | 3                                 |
| 4                                 | Phạm Việt Thắng                   | Bang Bang (Sáng tác: William Adams, James P. Johnson, Cecil Mack, Sonny Bono) | will.i.am                         | 11                                | 10                                | 11                                | 32                                | 2                                 |
| 5                                 | Thái Sơn                          | Liên khúc: Miền cát trắng - Tình yêu tìm thấy (Sáng tác: Lê Quang, Vĩnh Tâm)  | Quang Vinh                        | 8                                 | 8                                 | 8                                 | 24                                | 5                                 |
|                                   |                                   |                                                                               |                                   |                                   |                                   |                                   |                                   |                                   |
| Khách mời                         | Voi Biển Band                     | Happy (Sáng tác: Trương Thế Vinh)                                             |                                   |                                   |                                   |                                   |                                   |                                   |

### Tuần 10
Ngày phát sóng: 23/1/2021
Trong tuần thứ mười, các thí sinh biểu diễn cùng các cựu thí sinh của những mùa trước.
| Thứ tự                        | Thí sinh/Cựu thí sinh         | Nhân vật                      | Tiết mục                                                                          | Kết quả BGK                   | Kết quả BGK                   | Kết quả BGK                   | Tổng                          | Hạng                          |
| Thứ tự                        | Thí sinh/Cựu thí sinh         | Nhân vật                      | Tiết mục                                                                          | GK khách mời                  | Mỹ Linh                       | NSƯT Đại Nghĩa                | Tổng                          | Hạng                          |
| Giám khảo khách mời: Lê Hoàng | Giám khảo khách mời: Lê Hoàng | Giám khảo khách mời: Lê Hoàng | Giám khảo khách mời: Lê Hoàng                                                     | Giám khảo khách mời: Lê Hoàng | Giám khảo khách mời: Lê Hoàng | Giám khảo khách mời: Lê Hoàng | Giám khảo khách mời: Lê Hoàng | Giám khảo khách mời: Lê Hoàng |
| ----------------------------- | ----------------------------- | ----------------------------- | --------------------------------------------------------------------------------- | ----------------------------- | ----------------------------- | ----------------------------- | ----------------------------- | ----------------------------- |
| 1                             | Thái Sơn                      | Lam Trường                    | Em về tinh khôi (Sáng tác: Quốc Bảo)                                              | 10                            | 11                            | 11                            | 32                            | 2                             |
| 1                             | Phan Ngọc Luân                | Hồng Ngọc                     | Em về tinh khôi (Sáng tác: Quốc Bảo)                                              | 10                            | 11                            | 11                            | 32                            | 2                             |
| 2                             | Phạm Lịch                     | Nicole Scherzinger            | Hush Hush, Hush Hush (Sáng tác: Frederick J. Perren, Dino Fekaris, Josef Larossi) | 11                            | 10                            | 9                             | 30                            | 3                             |
| 2                             | Đỗ Phú Quí                    | Nicole Scherzinger            | Hush Hush, Hush Hush (Sáng tác: Frederick J. Perren, Dino Fekaris, Josef Larossi) | 11                            | 10                            | 9                             | 30                            | 3                             |
| 3                             | Lynk Lee                      | Trọng Tấn                     | Tình ta biển bạc đồng xanh (Sáng tác: Hoàng Sông Hương)                           | 9                             | 8                             | 8                             | 25                            | 5                             |
| 3                             | Hòa Minzy                     | Anh Thơ                       | Tình ta biển bạc đồng xanh (Sáng tác: Hoàng Sông Hương)                           | 9                             | 8                             | 8                             | 25                            | 5                             |
| 4                             | Phạm Việt Thắng               | Đàm Vĩnh Hưng                 | Lâu đài tình ái (Sáng tác: Trần Thiện Thanh)                                      | 8                             | 9                             | 10                            | 27                            | 4                             |
| 4                             | Võ Tấn Phát                   | Minh Tuyết                    | Lâu đài tình ái (Sáng tác: Trần Thiện Thanh)                                      | 8                             | 9                             | 10                            | 27                            | 4                             |
| 5                             | Cara Phương                   | Lee Hyori                     | Liên khúc: Bad Girls - The Baddest Female (Sáng tác: Lee Hyori, Teddy Park)       | 12                            | 12                            | 12                            | 36                            | 1                             |
| 5                             | MiA                           | CL                            | Liên khúc: Bad Girls - The Baddest Female (Sáng tác: Lee Hyori, Teddy Park)       | 12                            | 12                            | 12                            | 36                            | 1                             |
|                               |                               |                               |                                                                                   |                               |                               |                               |                               |                               |
| Khách mời                     | Đỗ Phú Quí                    |                               | 3T (Tôi Tồn Tại) (Sáng tác: Andiez & Nneo)                                        |                               |                               |                               |                               |                               |

### Tuần 11
Ngày phát sóng: 30/1/2021
Sau tuần này, hai thí sinh có tổng số điểm thấp nhất phải dừng cuộc thi.
| Thứ tự                        | Thí sinh                      | Tiết mục | Nhân vật                      | Kết quả BGK                   | Kết quả BGK                   | Kết quả BGK                   | Tổng                          | Hạng                          | Tổng bảng điểm                |
| Thứ tự                        | Thí sinh                      | Tiết mục | Nhân vật                      | GK khách mời                  | Mỹ Linh                       | NSƯT Đại Nghĩa                | Tổng                          | Hạng                          | Tổng bảng điểm                |
| Giám khảo khách mời: Hồng Ánh | Giám khảo khách mời: Hồng Ánh | Giám khảo khách mời: Hồng Ánh                                                                                        | Giám khảo khách mời: Hồng Ánh | Giám khảo khách mời: Hồng Ánh | Giám khảo khách mời: Hồng Ánh | Giám khảo khách mời: Hồng Ánh | Giám khảo khách mời: Hồng Ánh | Giám khảo khách mời: Hồng Ánh | Giám khảo khách mời: Hồng Ánh |
| ----------------------------- | ----------------------------- | --- | ----------------------------- | ----------------------------- | ----------------------------- | ----------------------------- | ----------------------------- | ----------------------------- | ----------------------------- |
| 1                             | Phạm Việt Thắng               | Liên khúc: Tôi muốn - Yêu người yêu đời - Bên nhau ngày mưa (Sáng tác: Lê Hựu Hà, Nguyễn Trung Cang)                 | Elvis Phương                  | 9                             | 8                             | 9                             | 26                            | 4                             | 202                           |
| 2                             | Cara Phương                   | Liên khúc: Em không là duy nhất - I'm in Love - Ngày mai (Sáng tác: Lương Bằng Quang, Vũ Đức Thiện, Lưu Thiên Hương) | Tóc Tiên                      | 12                            | 12                            | 12                            | 36                            | 1                             | 206                           |
| 3                             | Lynk Lee                      | Chưa bao giờ (Sáng tác: Việt Anh)                                                                                    | Thu Phương                    | 8                             | 9                             | 8                             | 25                            | 5                             | 190                           |
| 4                             | Thái Sơn                      | Rainism (Sáng tác: Jung Ji Hoon, Bae Jin Ryeol)                                                                      | Bi Rain                       | 10                            | 10                            | 10                            | 30                            | 3                             | 218                           |
| 5                             | Phạm Lịch                     | Hát văn: Đẹp mãi Thăng Long (Sáng tác: NSƯT Huỳnh Tú)                                                                | NSƯT Thanh Thanh Hiền         | 11                            | 11                            | 11                            | 33                            | 2                             | 215                           |
|                               |                               | |                               |                               |                               |                               |                               |                               |                               |
| Khách mời                     | Nguyên Hà                     | Dẫu nhớ gấp trăm lần (Sáng tác: Reddy)                                                                               |                               |                               |                               |                               |                               |                               |                               |

### Chung kết
Ngày phát sóng: 6/2/2021
| Thứ tự                          | Thí sinh                        | Tiết mục | Nhân vật                        | Hạng                            |
| Giám khảo khách mời: Hồ Ngọc Hà | Giám khảo khách mời: Hồ Ngọc Hà | Giám khảo khách mời: Hồ Ngọc Hà | Giám khảo khách mời: Hồ Ngọc Hà | Giám khảo khách mời: Hồ Ngọc Hà |
| ------------------------------- | ------------------------------- | --- | ------------------------------- | ------------------------------- |
| 1                               | Lynk Lee                        | Liên khúc: Someone Like You - Rolling in The Deep (Sáng tác: Adele Adkins, Dan Wilson, Paul Epworth)                                                                           | Adele                           | 3                               |
| 2                               | Phạm Lịch                       | Liên khúc: Đừng yêu - Bay (Sáng tác: Trang Pháp, Nguyễn Hải Phong) | Thu Minh                        | 1                               |
| 3                               | Thái Sơn                        | Bring Me to Life (Sáng tác: Amy Lee, Ben Moody, David Hodges) | Katherine Jenkins               | 3                               |
| 4                               | Cara Phương                     | Liên khúc: Dark Horse - Firework (Sáng tác: Katy Perry, Juicy J, Sarah Hudson, Dr. Luke, Max Martin, Cirkut, Mikkel S. Eriksen, Tor Erik Hermansen, Sandy Wilhelm, Ester Dean) | Katy Perry                      | 2                               |
|                                 |                                 | |                                 |                                 |
| Khách mời                       | Mỹ Linh                         | Liên khúc: Lời tỏ tình của mùa xuân - Lắng nghe mùa xuân về (Sáng tác: Thành Tùng, Dương Thụ. Lời rap: Pháo)                                                                   |                                 |                                 |
| Khách mời                       | Mỹ Anh                          | Liên khúc: Lời tỏ tình của mùa xuân - Lắng nghe mùa xuân về (Sáng tác: Thành Tùng, Dương Thụ. Lời rap: Pháo)                                                                   |                                 |                                 |
| Khách mời                       | Pháo                            | Liên khúc: Lời tỏ tình của mùa xuân - Lắng nghe mùa xuân về (Sáng tác: Thành Tùng, Dương Thụ. Lời rap: Pháo)                                                                   |                                 |                                 |
| Khách mời                       | Hải Đăng Doo                    | Anh sẽ về sớm thôi (Sáng tác: Nguyễn Phúc Thiện, Only C) | Isaac                           | 4                               |
| Khách mời                       | Phạm Việt Thắng                 | Trích đoạn: Phù thủy sợ ma - Hề cu sứt - Chầu văn cô bé | NSƯT Xuân Hinh                  | 4                               |